# Bilenke (Donetsk)
Bilenke (en ucraniano: Біленьке; en ruso: Беленькое, romanizado: Belénkoye) es un asentamiento de tipo urbano ucraniano perteneciente al óblast de Donetsk. Situado en el este del país, hasta 2020 era parte del raión de Slóviansk pero después de esta fecha, se convirtió en parte del raión de Kramatorsk y parte del municipio (hromada) de Kramatorsk.

## Geografía
Bilenke se encuentra a orillas del río Bilenki, a 6 km de Kramatorsk y 105 km al norte de Donetsk.

## Historia
El pueblo recibió el estatus de asentamiento de tipo urbano el 15 de noviembre de 1938. 
El 29 de julio de 2022, durante la invasión rusa de Ucrania, un bombardeo ruso alcanzó el pueblo causando bajas.

## Demografía
La evolución de la población de Bilenke entre 1939 y 2022 fue la siguiente:
| 3685                                                          | 9337 | 13 911 | 12 561 | 10 656 | 10 172 | 9407 | 9078 | 9258 | 9441 |
| (Fuente: Cities & Towns of Ukraine y UKRAINE: Größere Städte) |      |        |        |        |        |      |      |      |      |

Según el censo de 2001, la lengua materna de la mayoría de los habitantes, el 57,96%, es el ucraniano; del 40,5% es el ruso y 0,82, el armenio.

## Infraestructura

### Transporte
La carretera nacional N-20 (Slóviansk-Kostiantínivka) discurre al oeste de Bilenke y 17 km al noreste de la estación de tren de Kramatorsk.